# Biskupska palača u Ljubljani
Biskupsku palaču (slov. Škofijski dvorec) je dao sagraditi ljubljanski biskup Krištof Ravbar nakon potresa 1511. godine, na mjestu ruševne palače iz 1461. godine. Gradnju je vodio jedan od najvažnijih arhitekata toga doba Augustin Prygl Tyfernus. Palača je arkadnim hodnikom povezana sa susjednom katedralom.
Zgrada je u 17. stoljeću povišena, a nadograđeno je i barokno dvorište. U 18. stoljeću prizidano je južno krilo. Današnje pročelje je rezultat obnove 1778. godine prema projektu arhitekta Leopolda Hofera.
U palači su noćila četiri cara prilikom posjeta Ljubljani: Leopold I. 1660. godine, Karlo IV. 1728. godine, Napoleon 1798. i ruski car Aleksandar I. 1821. godine.
Palača smještena na adresi Ciril-Metodov trg 4.